# النزاع بين قرغيزستان وطاجيكستان 2021
النزاع بين قرغيزستان وطاجيكستان 2021 هو نزاع حدودي مستمر بين قيرغيزستان وطاجيكستان. ورد أن الصراع بدأ بسبب نزاع قديم على المياه بين الدولتين اللتان تقعان في آسيا الوسطى، لكن بعض المصادر أفادت بأن السبب المباشر للصراع هو عدم رضا السكان المحليين عن تركيب كاميرات المراقبة بالقرب من الحدود.

## الخلفية
بدأ القتال في الجزء المتنازع عليه من الحدود الطاجيكستانية القيرغيزستانية. كان سبب الصراع هو عدم رضا السكان المحليين عن تركيب كاميرات المراقبة. وبعد الخلافات حول هذا، بدأ القتال بمشاركة جنود من كلا البلدين.
اندلع الصراع بين قيرغيزستان وطاجيكستان، وهما عضوان في منظمة شانغهاي للتعاون ومعاهدة الأمن الجماعي، بعد وصول وزير الدفاع الروسي سيرغي شويغو إلى دوشنبه في طاجيكستان. صرح الخبير العسكري الأوكراني ألكسندر كوفالينكو أن الخلاف بين البلدين كان في «مصالح روسيا ذات الطموحات الجيوسياسية العالمية». كما خلص إلى أن طاجيكستان تحاول «توسيع قواتها العسكرية ومواردها على الحدود».

## الجدول الزمني

منطقة باتكين في قيرغيزستان.

في 28 أبريل، بدأت قوات طاجيكستان وقيرغيزستان على الحدود الطاجيكستانية القيرغيزستانية بالقرب من كوك تاش في ليليك، الاشتباكات، مما أسفر عن مقتل أربعة وعشرات الجرحى. استؤنفت الاشتباكات في اليوم التالي، حيث قُتل ما لا يقل عن 41 شخصًا من الجانبين وتم إجلاء ما يقرب من 10،000 شخص. في نفس اليوم وافق وزيرَا خارجية طاجيكستان وقيرغيزستان على وقف إطلاق النار على الحدود. في 30 أبريل، أقرت طاجيكستان وقف إطلاق النار في بيان نشرته خدمة المعلومات الحكومية.
في 1 مايو، وقّع رئيس قيرغيزستان صدير جاباروف مرسومًا يعلن حدادًا على مستوى البلاد لمدة يومين، متهمًا طاجيكستان بحشد القوات والمعدات العسكرية على الحدود. كما اتهم الجانب القرغيزي القوات الطاجيكستانية بفتح النار على مركبات قرغيزية في المنطقة، بينما قال متحدث طاجيكي من دوشنبه إن البلاد ملتزمة بوقف إطلاق النار وسحب القوات. قال موسورمانبيك تورسوماتوف، ممثل الإدارة الإقليمية لمنطقة باتكين، إن القوات الطاجيكستانية أغلقت طريق «أوش - باتكين - إسفانا» المؤدي إلى فوروخ مع دخول وقف إطلاق النار حيز التنفيذ. كما اتفق البلدان على وقف جديد لإطلاق النار في أعقاب الاشتباكات الحدودية، بما في ذلك سحب القوات من الحدود. حث وزير الخارجية الروسي سيرغي لافروف يحث البلدين على احترام الاتفاق.

## الإصابات
بحلول 29 أبريل، قُتل ما لا يقل عن 41 شخصًا من كلا الجانبين وتم إجلاء ما يقرب من 10،000 شخص من المنطقة التي كان يدور فيها القتال.
اعتبارًا من 30 أبريل، ذكرت وزارة الصحة والتنمية الاجتماعية في قيرغيزستان أن 33 شخصًا، عسكريين ومدنيين، قتلوا في الاشتباكات، بينما أصيب 163 آخرون. كما ذكرت أن معظم القتلى والجرحى من المدنيين. وقع بعض القتلى المدنيين عندما فر قرويون مذعورون من قيرغيزستان من منازلهم تحت قصف نيران الهاون الطاجيكستانية. كان من بين القتلى فتاة في الصف السادس ووالدتها، اللتين أفادت تقارير قيرغيزية أنهما قتلتلا بالرصاص.
لم يفصح الجانب الطاجيكستاني عن أي معلومات عن سقوط قتلى وجرحى. تشير بعض تقارير وسائل الإعلام الطاجيكستانية إلى مقتل 10 أشخاص وإصابة 90 آخرين.

## الجرائم
في 30 أبريل، أفادت هيومن رايتس ووتش بأن طاجيك مسلحين بملابس مدنية أحرقوا جميع المنازل الـ17 في قرية كوك تيريك القرغيزية، وقد أُضرمت النيران أو دُمرت منازل أخرى في عدة قرى في منطقة ليليك. كما أفادت السلطات القرغيزية بإحتراق مدرسة.

## ردود الفعل الدولية

### الدول الأعضاء في الأمم المتحدة
أعلنت وزارة الخارجية الروسية ضرورة توصل حكومتي قيرغيزستان وطاجيكستان إلى اتفاق دائم لمنع اشتباكات حدودية جديدة. كما دعت الأطراف إلى "التوصل، من خلال المفاوضات بروح الشراكة وسياسة حسن الجوار، إلى اتفاق مستدام ودائم من شأنه تطبيع الوضع واتخاذ الإجراءات لمنع مثل هذه الحوادث. عرضت أوزبكستان المجاورة المساعدة في التوسط في الصراع. قالت تركيا أيضًا إنها ستقدم المساعدة لكلا البلدين.
قدّم رئيس كازاخستان، قاسم جومارت توكاييف، في محادثة هاتفية مع الرئيس القرغيزي صدير جاباروف تعازيه فيما يتعلق بالخسائر البشرية نتيجة للصراع.

### المنظمات فوق الوطنية
رحب الاتحاد الأوروبي باتفاق وقف إطلاق النار الذي تم التوصل إليه في 30 أبريل، وأعرب عن أسفه إزاء العنف وأبدى تعاطفه مع أولئك الذين فقدوا أقاربهم أو أصدقائهم.